# 엑스 디벨롭먼트
엑스 디벨롭먼트(X Development LLC, 이전 명칭: 구글 X, Google X)는 미국의 알파벳의 자회사이자 관련 연구소이다.

## 자회사
- Waymo
- Makani Power
- SCHAFT
- Industrial Perception
- Redwood Robotics
- Meka Robotics
- Holomni
- Bot & Dolly
- Autofuss
- 구글 딥마인드
- Jetpac
- Gecko Design
- Flutter

## 같이 보기
- 인공지능
- 구글 랩스